# アレクサンダー・フレミング

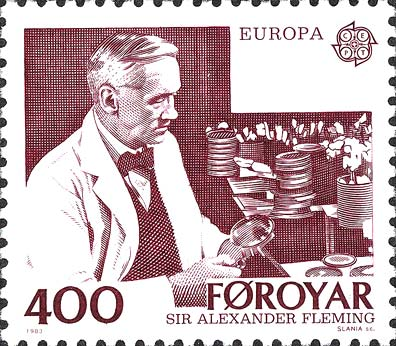
記念切手

サー・アレクサンダー・フレミング（Sir Alexander Fleming, FRS, FRSE, FRCS 1881年8月6日 - 1955年3月11日）は、イギリス・スコットランドの細菌学者である。抗菌物質リゾチーム（lysozyme）と、アオカビ（Penicillium notatum）から見出した世界初の抗生物質、ペニシリンの発見者として知られている。
スコットランドのクライズデール銀行が発行する5ポンド紙幣に肖像が使用されている。

## 業績
フレミングは、スコットランドのエアシャー地方、ロッホフィールドの農場で生まれ、そしてキルマーノックのリージェント工芸学校で2年間教育を受けた。ロンドンに移住した彼は王立科学技術学院(Royal Polytechnic Institution; 現 ウェストミンスター大学)に入学。卒業後、商船会社に4年間勤めた後、1903年にロンドン大学セント･メアリーズ病院医学校(現インペリアル・カレッジ・ロンドン)に入学、1906年に同校を卒業後セント・メアリーズ病院の接種部に、A・E・ライトの助手として入った。この年に医学博士になっている。その後は第一次世界大戦で同病院が破壊されるまで、同医学校に所属した。1914年召集され、第一次世界大戦の間、彼は多くの同僚とともにフランスの戦場病院に参加した。ブローニュのイギリス陸軍病院の細菌研究施設で研究に従事した。戦場の死にかけている軍人が罹患するガス壊疽などの恐ろしい感染症と直面した経験により、戦後、セント･メアリーズ病院医学校に復帰した彼は、感染症治療を改善する薬剤の探索に情熱を傾け始めた。
フレミングはリゾチームとペニシリンという、抗菌性を有する2つの物質をいずれも1920年代に発見したが、どちらも全くの偶然から見出した発見（セレンディピティ）であると伝えられている。リゾチームは動物の唾液や卵白などに含まれている殺菌作用を持つ酵素であるが、これは細菌を塗抹したペトリ皿に、フレミングがクシャミをしたことで発見された。数日後、クシャミの粘液が落ちた場所の細菌のコロニーが破壊されているのを発見したことが、彼の実験ノートに書きとめられている。1921年、リゾチームの発見である。なお、リゾチームには感染症を治癒させる力はなかったが、現在では食品添加物や医薬品として用いられている。
世界最初の抗生物質として有名なペニシリンもまた偶然から見つかった。フレミングの実験室はいつも雑然としていて、その事が彼の発見のきっかけになったようである。それは1928年に、彼が実験室に散乱していた片手間の実験結果を整理していた時のことである。廃棄する前に培地を観察した彼は、黄色ブドウ球菌が一面に生えた培地にコンタミネーションしているカビのコロニーに気付いた。ペトリ皿上の細菌のコロニーがカビの周囲だけが透明で、細菌の生育が阻止されていることを見つけ出した。このことにヒントを得て、彼はアオカビを液体培地に培養し、その培養液を濾過したろ液に、この抗菌物質が含まれていることを見出し、アオカビの属名であるPenicilliumにちなんで、"ペニシリン"と名付けた。フレミングはこの新発見の重要性を認識し、1929年6月号のBritish Journal of Experimental Pathology誌でペニシリンに関する報文を発表した。
引き続いてフレミングは、ペニシリンを実用化するための基礎研究に取りかかった。彼はペニシリンを実用化するためには二つの課題があることを直感的に悟っていた。一つは十分な量を確保できるようにすること、もう一つは彼が発見したペニシリンは効き目が現れるのに時間がかかったため、より効果的なものに改良することである。これらの課題を克服するには、アオカビの培養液から活性本体だけを取り出す、すなわちペニシリンを精製する必要があった。しかし、それは細菌学者であった彼よりもむしろ化学者が得意とする分野の仕事であったため、思うようにははかどらなかった。その上、彼のペニシリンの最初の報文が当時の医学関係者に受け入れられなかったことも、研究の進展を妨げた。
結局フレミング自身はペニシリンの精製には成功しなかった。しかし、ペニシリンが発見されてから既に十年が経った1940年、彼の報文を読んだ二人の化学者、オーストラリア人のハワード・フローリーとオックスフォードのグループを指揮していたエルンスト・ボリス・チェーンがペニシリンを精製し効果的な製剤にする方法の開発に成功した。彼らの研究により、第二次世界大戦中には、ペニシリンは薬剤として大量生産できるようになり、ペニシリン発見の真の価値が改めて再認識されることになった（「ペニシリンの再発見」とも呼ばれる）。しかし、当時ペニシリンの製造は軍にしか認められておらず、民間に製造が許されたのは大戦後であった。
この「再発見」がきっかけとなって、フレミングは1944年にペニシリン発見の業績によりナイトに叙せられた。また、1945年にはフレミング、フローリーおよびチェーンはノーベル医学生理学賞を共同受賞することになった。また1946年ロイヤル・ソサエティ・オブ・アーツよりアルバート・メダルを受賞した。フローリーは後年、ペニシリンが大衆に利用されるようになり、第二次世界大戦の多くの兵士を救命した業績により、爵位を受けた。フレミングは、1951年からエディンバラ大学の学長を務めた。その後、1955年3月11日に亡くなるまで旅をした。
また、画家の ジェームズ・マクニール・ホイッスラーが提唱した、すべてのジャンルのアーティストのための私営のクラブであるChelsea Arts Clubにフレミングは長らく参加していた。後年、彼はこのクラブでの試みから、色素を産生する細菌を絵具代わり（顕色材代わり）にし、白金耳（細菌を培地に塗るための器具）を筆代わりにして絵を描く、"germ paintings"と呼ばれる手法を生み出した。細菌自体はキャンバスに塗っても見えないが、それらを培養したコロニーは明るい色彩をつくりあげることができるのである（註：自然界に存在する細菌のうち、ヒトに病原性を示すものはごく一部にすぎない）。
Serratia marcescens - 赤色
Bacillus sp. - 橙色
Micrococcus luteus - 黄色
Chromobacterium violaceum - 紫色
Micrococcus roseus - ピンク色
Micrococcus varians - 白色
1955年フレミングはロンドンの自宅で心臓発作により死去した。彼は国家の英雄としてロンドンのセント・ポール大聖堂に埋葬された。彼のペニシリンの発見は近代医薬を変革させ、有効な抗生物質の時代をもたらした。

## 都市伝説
フレミングは青年時代に、少年時代のウィンストン・チャーチル（第二次世界大戦中のイギリスの首相）が池で溺れているところを救い、それがきっかけでチャーチルがフレミングの学費を支援して医師になることができ、今度は1943年に肺炎にかかったチャーチルをペニシリンで救うことになったとする「チャーチルを2回救った」話がある。しかしこれは、第二次世界大戦後アメリカで賞を受賞した際に、フレデリック・ヴィンソン財務長官がスピーチをしたことが原因で広まったエピソードであり、事実ではないとされる。チャーチルはフレミングの7歳年上であり、フレミング青年がチャーチル少年を救うというのは年齢が逆転している。また1943年に肺炎にかかったチャーチルを救ったのはペニシリンではなくサルファ剤であった。